# Wiktor Coj
Wiktor Robiertowicz Coj, ros. Виктор Робертович Цой (ur. 21 czerwca 1962 w Leningradzie, zm. 15 sierpnia 1990 pod Ķesterciems) – radziecki rockman pochodzenia koreańsko-rosyjskiego, założyciel i lider grupy Kino.

## Życiorys
Wiktor Coj urodził się 21 czerwca 1962 roku. Był jedynym synem radzieckiego Koreańczyka inżyniera Roberta Maksimowicza Coja i nauczycielki Walentiny Wasiljewnej. W latach 1974–1977 uczęszczał do liceum plastycznego.
W 1981 roku współzakładał zespół Garin i hiperboloidy, przemianowany na przełomie 1981 i 1982 roku na Kino. W skład zespołu wchodzili: gitarzyści Wiktor Coj i Aleksiej Rybin i perkusista Oleg Walinski. Wkrótce po wcieleniu Walinskiego do armii, zespół rozpoczął prace nad debiutanckim albumem. W 1982 roku Kino wydało debiutancki album 45. Płytę nagrano z pomocą Borisa Griebienszczikowa, założyciela grupy Akwarium i jednego z pionierów rosyjskiego rocka. Do śmierci Coja w 1990 roku zespół Kino wydał w sumie pięć albumów studyjnych.
Wiktor Coj wystąpił w filmie Raszyda Nugmanowa Igła. Wcielił się w postać Mora, wchodzącego w konflikt z gangiem dilerów narkotykowych.
15 sierpnia 1990 roku Wiktor Coj zginął w wypadku samochodowym swojego Moskwicza 2141, gdy wjechał pod autobus na przeciwległym pasie jezdni na 35. kilometrze drogi P128 Sloka–Talsi. Przyczyną kolizji było prawdopodobnie zmęczenie muzyka i zaśnięcie za kierownicą. Stwierdzono, że Coj w ciągu 48 godzin przed wypadkiem nie spożywał alkoholu. Został pochowany w na Cmentarzu Bogosłowskim w Petersburgu.

## Odbiór w Polsce
Jeszcze od lat 1980. twórczość Wiktora Coja była znana Polakom, którzy interesowali się muzyką rockową zza wschodniej granicy.
Szerszej popularyzacji Wiktora Coja w Polsce sprzyjała książka Konstantego Usenki „Oczami radzieckiej zabawki”, która opowiada o rosyjskiej alternatywnej scenie muzycznej od początków punk rocka i nowej fali. Ponadto w 2018 roku w niektórych instytucjach kultury w Polsce był pokazywany rosyjski film „Lato”, który obrazuje postać Wiktora Coja i jego zespołu.
Podejmowano się prób przetłumaczenia tekstów piosenek na język polski. Konsekwencją i spójnością wyróżniają się przekłady ks. Mariusza Synaka który prowadzi warsztaty translatorskie na materiale zagranicznych piosenek. W 2023 roku wydany został zawierające polskojęzyczne covery piosenek Wiktora Coja album „Coj po polsku”, nagrany przez Anastazję z Mariupola razem z polsko-ukraińską kapelą NAStalgia. Artystka ze Wschodu zainicjowała także powstanie pierwszego w Polsce muralu pamięci Wiktora Coja, który został odsłonięty 30 września 2023 roku w Toruniu.

## Upamiętnienie
W miejscu śmierci Wiktora Coja wzniesiono pomnik w postaci małej piramidy z gitarą na jej szczycie.
W 2001 roku na ścianie petersburskiej ciepłowni Kamczatka zainstalowano płaskorzeźbę przedstawiającą podobiznę artysty. Na cześć Coja wzniesiono liczne pomniki w miastach położonych na terenie byłego ZSRR, m.in. w Ałmaty (pomnik autorstwa Matwieja Makuszkina postawiono w miejscu nakręcenia zdjęć sceny finałowej filmu Igła), Eliście, Karagandzie, Kurganie, Okułowce, Petersburgu i Wilnie.